# Gonomyia (Leiponeura) anduzeana acestra
Gonomyia (Leiponeura) anduzeana acestra is een ondersoort van de tweevleugelige Gonomyia (Leiponeura) anduzeana uit de familie steltmuggen (Limoniidae). De ondersoort komt voor in het Neotropisch gebied.